# ムーンライトシンドローム
『ムーンライトシンドローム』は、1997年にヒューマンから発売されたプレイステーション用ゲームソフト。ノベライズ版は扶桑社より刊行。著者は東野司。

## 概要
同社から発売された『トワイライトシンドローム』（1996年）の探索編／究明編の続編的作品であり、登場人物など一部設定は引き継がれているものの舞台名の漢字が異なっており、今作は『トワイライトシンドローム』のパラレルワールドを描いた作品であるとも解釈されている。『トワイライトシンドローム 禁じられた都市伝説』発売時に公開されたシリーズポータルサイトの年表にも本作は含まれていない。『トワイライトシンドローム』が怪談系ホラーなのに対し、今作は本格的サイコホラーとなっている。 恐怖の対象は、前作での霊的、神秘的な現象から、人の深層に潜む狂気がテーマとなっている。
偏執的な登場人物、繰り広げられる難解な内容の会話、加えて、ストーリーの核心部分の描写が意図的に避けられている節もあり、それらの要素がストーリーの解釈を困難なものにしている。所々に選択肢は存在するが、それによってストーリーが分岐する事はなく、あくまで一つのストーリーラインに沿って物語は展開する。
また、『トワイライトシンドローム』での主人公は、高校生・長谷川ユカリであったが、今作では、彼女の後輩である岸井ミカが主人公となっている。「岸井さん、岸井さん」の一言から物語の幕は開かれる。会話とビジュアルカットとムービーから構成された横スクロールサイコホラーアドベンチャーのジャンルを持っているがゲームのテーマ自体はぱっと見て判然としない特徴がある。ホラーにありがちなびっくり箱的な恐怖とは違う種類の不安を呼び覚ますものと言われている。
いわゆる「電波系」に分類される難解さからストーリーに対して消化不良の感を抱くプレイヤーも少なからず存在する。前作の実写撮り込みからモーションキャプチャーになっている。
裏設定として、ゾロアスター教の神話が下地として使われている。設定資料によれば、白髪の少年は契約の神ミトラである。
エピソード「浮誘 FUYOU」の最後に子供達がプレイしているゲームは同社の『クロックタワー2』である。他にも「開扉 KAIBYO」でミカとアリサが乗った霜北行きの電車内に広告が貼られている。

## あらすじ
都市開発の波に押され、近代化を進めていく一方で、昔ながらの姿を失っていく雛代町。
岸井ミカが通う雛代高校もまた、新たに就任した校長の手腕によって進学校と化し、老朽化の進んだ木造の旧校舎に代わって近代的な校舎が増築され、何もかもが変貌を遂げていた。
ミカは、急激な変化と呼応するかのように、町に不穏な気配が漂い始めたのを感じていた。身近な例が、ここ最近、彼女の周囲に付きまとうようになったストーカーの存在である。それまでに起きたような心霊現象とは異なる、町に住む人間そのものを蝕もうとする狂気の気配が、ミカに忍び寄りつつあった。

### エピソード
プロローグ PROLOGUE
岸井ミカは最近、身辺に不審者の気配を感じていた。そんなある日、面識のある作家・アラマタと出会ったミカは、彼から忠告を受け、かつて雛代高校を中心として連鎖するかのように起こった数々の心霊現象の異常さにようやく気付く。しかし、それらは始まりに過ぎなかった。
夢題 MOWDAI
華山キョウコ、最期の一日。
崋山リョウは、姉のキョウコの元恋人である冬葉スミオがイベントを主催するクラブ“LOSTHIGHWAY”へ出かける。そこでリョウは、ヤヨイと名乗る見知らぬ少女、そして、高校時代のクラスメイト・高橋キミカに出会う。
奏遇 SOWGUW
慌しく家を出て、遅刻直前に学校へ到着したミカ。しかし、それは日常の事であった。友人達と他愛もない話をし、久しぶりでラクロス部の練習に参加したミカは、練習後の部室で奇妙な体験をする。不意に、周囲にいたはずの部員達の姿がかき消え、目の前には名も知らぬ白髪の少年が立っていた。
変嫉 HENSHITSU
奇妙な夢から目覚めた休日、ミカは、友人の鹿原アリサ、冬葉ルミとショッピングの約束をしていた事を思い出す。急いで家を出て、集合場所である霜北へ向かったミカであったが、ふとした事で、アリサ、ルミとはぐれてしまう。途方に暮れるミカの前に現れたのは、逸島チサトの妹・ヤヨイであった。
片倫 HENLIN
教室で友人と話をしていたミカは、廊下に、いるはずのない白髪の少年を見かける。怪訝に思って廊下に出てみると、やはり少年の姿はなかった。しかし、それでも少年を捜し始めたミカは、まるで空間がねじれでもしたように、校舎の階と階のつながりが滅茶苦茶になっている事に気付く。
浮誘 FUYOU
ミカの住むマンションの近くにある団地で、中学生の飛び降り自殺が連続して起きた。問題の団地に住む中学生達には、日頃からよからぬ噂があった事から、ミカは連続自殺の裏に何かがあるのではないかと考え、ユカリ、チサト、アリサを誘って調査に乗り出す。
電破 DENPOW
ある日曜日、ミカは、ユカリを誘って、クラブ“LOSTHIGHWAY”のテクノイベントへ出かける。しかし、クラブの大音量のせいか、帰宅した後も耳鳴りが止まなくなってしまう。週が明け、登校をする際になっても耳鳴りはおさまらず、やがて、ミカの耳には幻聴が聞こえ始めた。
開扉 KAIBYO
ミカは、アリサと待ち合わせて、霜北行きの電車に乗り込む。が、またしても、ミカの前に白髪の少年が現れる。少年の“他人の心の内側が覗けるよ”という言葉に誘われるように、ミカは、アリサを残して、一人、車両の奥へと進んでいく。
慟悪 DOWAKU
ミカが姿を消した。失踪前の彼女に不穏な様子はなかったか、校内で聞き取り調査を始めたユカリ達は、先の休日に行われた旧体育館の解体工事の際に、女子生徒が一人、瓦礫の下敷きになって死亡したという噂を耳にする。
エピローグ EPILOGUE
満月の夜、ミカが戻ってくる気配を感じたユカリ、チサト、アリサの三人は雛代高校に集まる。皆、今回の探検が、今まで何度もあったそれとは決定的に異なる事を感じ取っていた。一方、ミカと共に行方をくらましていたリョウもまた、雛代高校に現れた。

## 登場人物
岸井ミカ（きしい ミカ）
雛代高校に通う二年生。ラクロス部とバドミントン部に籍を置くが、部活にはほとんど参加していない。“ピラミッド御殿”と揶揄されるほどの高級マンションに、両親と共に暮らしている。
クラブのテクノイベントに参加したり、ヴィジュアル系バンドに熱を上げたりと、流行を追いかけながら、輪の中心として享楽的に日々を過ごす一方で、他人と触れ合う事には勇気が必要だという事を実感し始めている。以前は半ば強引に誘って、数々の心霊スポットを巡っていた先輩の長谷川ユカリと逸島チサトとは、少々の距離を置くようになっている。
攻略本では「流行に疎いということもないが、飽きっぽくひとつのことをコツコツと行えない。論理的に見えても大抵は直感による決断力の結果である。時折、不道徳に見えるものの、意外と人を信じる気持ちは持っている。今どきの女子高生にありがちなタイプ」と記されている。
長谷川ユカリ（はせがわ ユカリ）
雛代高校に通う三年生。一時期バスケ部に所属していたが、現在は帰宅部。一見、クールな風を装っているが、それはナイーヴな内面を隠すためのものに過ぎない。少しでも関わった事がある人間は放っておけず、そのせいで、自分が傷ついてしまう事も多い。霊感を持つ幼馴染・逸島チサトの影響で、極度の怖がりになってしまっている。
攻略本では「チサトとミカだけは別格のようだが、基本的には他人より自分を取るユカリ。敏感と鈍感が同居しており、非社交的であまり感情表現が得意ではない。チサトやミカに誘われても断ることが多いのはそのせい。実際は、彼女たちが無理矢理ユカリを引っ張り出しているのである」と記されている。
逸島チサト（いつしま チサト）
雛代高校に通う三年生。弓道部に所属している。長谷川ユカリとは幼馴染で彼女のよき理解者。霊感を持ち、心霊現象へ遊び半分で首を突っ込む事に関しては否定的。誰にでも穏やかな物腰で接するが、妹のヤヨイに対する時だけは、一転、厳しい態度に変わる。また、度々姿を現す謎の白髪の少年の事も知っているらしく、かなり前から敵対をしている。
攻略本では「意外に義理堅く、正義感の強いチサト。頑固で融通のきかない面はあるものの、基本的には人のために動くタイプといえるだろう。ミカやユカリなどに頼りにされており、本人もその気持ちに応えようと頑張ろうとする」と記されている。
鹿原アリサ（かはら アリサ）
雛代高校に通う一年生。弓道部に所属しており、逸島チサトの後輩にあたる。霊感を持っており、チサトと親しくなったのも、その共通点からくるものなのだろうか。岸井ミカとは遊び友達で、その縁で長谷川ユカリとも知り合う。言動に幼稚な面が見られ、目上の者に対する時も敬語を使うといったような事はしない。
攻略本では「ミカと同様に華やかな性格だが、理解よりも事実を重視する。一見、自由奔放だが、実は現実に捕らわれやすく大変堅実である。ただし、人に好かれたり尊敬されたりすることに価値を見出す性格という点はミカと同じかもしれない」と記されている。
華山リョウ（かざん リョウ）
バイクの修理工場で働いている19歳。全身黒尽くめという、コミックから飛び出してきたかのような服装をしている。雛代高校を三ヶ月で中退した後、これといった定職にもついていない模様。
姉のキョウコに対しては、肉親以上の愛情を抱いている。加えて、他人に自分の何が分かる、という排他的な姿勢の持ち主で、他人を理解しようとせず、無意識のうちにキョウコに依存するような生活を送っている。キョウコの事故死後、岸井ミカに姉の面影を重ね、惹かれていく。
攻略本では「頭の回転は悪くないのだが、相手にはわかってもらえないからと多くを語らない。感情表現がヘタであまり人と関わるのを好まない。根は淋しがり屋なのか、ルミとつき合ったり、クラブへ行ったりしている。頑固な一面もある」と記されている。
華山キョウコ（かざん キョウコ）
- 声 - 鈴鹿千春

十八歳。雛代高校の卒業生。岸井ミカと瓜二つで、高校在籍時には、校内で双子かと噂されるほどだった。弟のリョウに対して肉親以上の愛情を抱いていながらも、冬葉スミオと交際していた。しかし、そんな関係が長続きするはずもなく、スミオとの関係は破綻をきたしている。スミオとの関係が終わった後、麗月峠で交通事故死するが、事故現場からは彼女の頭部だけが発見されなかった。その死には、冬葉スミオ、逸島ヤヨイ、そして、白髪の少年が関わっている。
攻略本では「基本的には穏和なおとなしい性格である。優れた観察力を持っている割に、やや総合的な判断能力は欠けている。頑固で融通のきかない面もあるが、辛抱強いといった部分も持ち合わせている」と記されている。
冬葉スミオ（とうば スミオ）
- 声 - 広瀬匠

博識で、社交性に富んでおり、ファンの女性が大勢いる。華山キョウコと交際していたが、彼女の心の中は弟・リョウが大半を占めていたために、関係は破綻する。しかし、彼女との関係が終わった事に納得が行かず、自分に非がなかった事を確かめるため、サンプルと称する不特定多数の女性と関係を結んだ。それらの女性の中には、逸島ヤヨイ、岸井ミカも含まれる。
“サンプル”達によって、自分に欠落がない事を確認した彼は　キョウコに依存し続けるリョウの弱さを責め、“君に執着していこうと思う”という謎の発言をする。しかし、“サンプル”として弄んだ少女・高橋キミカの恨みを買った結果、彼女の無理心中に巻き込まれて焼死する。
攻略本では「自信に溢れ返り、常に強引で自己中心的な考え方をし、なおかつそれを相手に押しつけるタイプ。有能ではあるが、攻撃的な上に根拠もなく自分が正しいと信じてしまう」と記されている。
冬葉ルミ（とうば ルミ）
- 声 - ひと美

雛代高校に通う二年生。スミオの妹で、岸井ミカとはクラスメイトで、鹿原アリサとも面識がある。華山リョウと交際していたが、リョウの目には姉のキョウコしか映っていない事を悟り、彼と別れる。“他人には期待していない”とは言いながらも、内心では、人との暖かな関係を欲している。
攻略本では「一見、冷淡とか強情といった印象を与えてしまうが、根は優しい」、「実は理論のための理論に走ってしまうだけで、幼稚でしつこくみえてもそれほどの悪意はない。感情表現がヘタ」と記されている。
逸島ヤヨイ（いつしま ヤヨイ）
- 声 - 伊藤紀子

逸島チサトの妹で、現在は家族と別居しているらしい。チサトと同様、霊感を備えている。余人には窺い知れない独自の理念に基づき、白髪の少年と行動を共にしている。それゆえに、姉のチサトとは相容れない関係となってしまっている。冬葉スミオの“サンプル”として華山リョウに近付き、“スミオのためにあなたを選択する”と謎の発言をする。
華山キョウコの交通事故死に、冬葉スミオ、白髪の少年らと共に関与しているらしい。
攻略本では「自分の思っていることを相手に伝えるのがヘタなため、どこかずれた印象を与えてしまう。もともと象徴的・主観的な考えをもつので理解されにくいが、神秘的な魅力を持つ」と記されている。
高橋キミカ（たかはし キミカ）
雛代高校に通う二年生。岸井ミカの友人であると同時に、華山リョウの高校時代のクラスメイトだった。冬葉スミオに“サンプル”として弄ばれた挙句に妊娠をするが、堕胎か流産か、赤ん坊を亡くし、その復讐として、スミオを巻き込んで焼身自殺を図る。
アラマタ
- 声 - 花田光

作家。前作『トワイライトシンドローム』では、電話を通して、岸井ミカと心霊現象に関する情報をやり取りしていたが、今作では、雛代町に不穏な気配を感じ、そこで起こるであろう出来事を余さず観察すべく、直接町にやってくる。ゲーム中では、いわゆるセーブポイントの役割を果たしており、街中で彼を見つけ、話しかければ、そこまでのプレイ状況がセーブされる仕組みになっている。
白髪の少年（ミトラ）
- 声 - 小粥よう子

岸井ミカと華山リョウに興味を抱き、彼らの身辺に姿を現す謎の少年。華山キョウコの交通事故死に、逸島ヤヨイ、冬葉スミオらと共に関与しているらしい。
一個の人間というよりは超常的な存在のようで、ミカに対して、夢や幻覚を通して、人間の本性やミカ自身の本当の姿をみせようと試みている。しかしながら、ほとんどの場合、夢や幻覚の中の登場人物として現れるこの少年の事をミカはすぐに忘れてしまう。一方、華山リョウとは何らかの“契約”を結んでいる。ミカとは異なり、リョウはこの少年を認識している。ミカとリョウの事を“きっとね、悲しい結末を迎えるよ。僕が何もしなくても勝手に”と評するこの少年が、雛代町で起こる数々の不可思議な出来事を裏で操っているらしい。
攻略本では「好き嫌いが激しく、自己中心的。考えるスケールが大きく、理想主義者」、「暴走すると手段を選ばなくなり、大悪人になる。感情表現がヘタな上に、他人の露骨な感情にさらされるも苦手」と記されている。

## 出演者
声の出演
- 鈴鹿千春
- 広瀬匠
- 伊藤紀子
- ひと美
- 横手久美子
- 谷山紀章
- 田仲美夕紀
- 雪乃五月
- 飯島京子
- 巻島直樹
- 一条和矢
- 水内清光
- 青柳ミエ
- 和村康市
- 肥後誠
- 嶋崎はるか
- 小西克幸
- 松本佳世子
- 花田光
- 小粥よう子

## 開発
本作は前作に当たる『トワイライトシンドローム』にてディレクターを担当した須田剛一が企画した作品であり、須田の制作スタンスとして「初期衝動があり、それに対する反動というのが、僕にとってのゲームを作る上での意味づけなんですよ。『スーパーファイヤープロレスリング3』（1993年）があったからこそ『スーパーファイヤープロレスリングSPECIAL』（1994年）があって、『スーパーファイヤープロレスリングSPECIAL』の流れが『トワイライトシンドローム』という形になって、『トワイライトシンドローム』があったから『ムーンライトシンドローム』になった」と語っている。
本作の登場人物に関して須田は「弱者という存在がいない、全員自立した人間関係を織りなしていく中で、各々が持つイデオロギーをぶつけ合ったときに、どういうストーリーができて、どういう感情の迸りがあるのかを見たかったというか、作りたかったんですね。『トワイライト』のキャラクターに『ムーンライト』オリジナルのキャラクターをぶつけたときに、どんな化学反応が起こるのかなと。自分でも楽しみながら書いていって、結果、ああなっちゃった」と語っている。
また、本作で声優を起用した事に関して、「テキストを読ませるやり方も、違うようにしたくて。役者の方々がもともと持っている個性に、キャラクターを乗せたらどうなるのかなという。（中略）現場自体はしんどかったですね。ほとんどの声優さんに『さっぱり分からない』と言われて」と語っている。
前作がオカルトホラーであった事に対し、本作がサイコホラーへと変化した事に関しては「やっぱり、人間の方が怖いですもん。（中略）壊れていく様と、意識が研ぎ澄まされていく様の怖さというのがあって。壊れていくことの怖さというのは、標的が無作為になっていって、敵意が明確じゃなくなるんですよね。対象はどれでもいいという、無秩序の怖さ。意識が研ぎ澄まされて、悟っていく過程の怖さは、揺るぎのなさの怖さっていうんですかね。太刀打ちできないという、そういうものです」と語っている。
本作から「スミオ」という名前のキャラクターが登場し、以後須田が手掛けたゲームで同名のキャラクターが登場する事に関しては、「（ザ・スミスから名付けたのかとの問いに対して）そうですね。（中略）自分の気持ちを一番込められる、また、そういうことを自分自身に宣言するキャラクターですよね。（初めから連続で使用する意図があったのかという問いに対して）考えてなかったですね。書いていく中で、勝手に指が動いていたというか」と語っている。

## 音楽

### 主題歌
エンディングテーマ
- 「あなたは海の底」 
  - 作詞・作曲・歌：桃乃未琴

## スタッフ
- エグゼクティブ・プロデューサー：小林裕一
- メインプログラム：星野勇気
- プログラム：野口俊雄、武村高士
- テクニカル・サポート：金子裕幸
- ビジュアル・ディレクション：藤田政行、島崎洋一郎
- アート・ディレクション：飯島章嘉、高岡希一
- C・Gビジュアルデアイン：落合毅、庭野文則、大藤充彦、市川康寛、林靖之、横田歩
- C・Gアニメーション：篠原伸治、圀師直嗣、武市州生、高橋弘樹、中田有美、落合毅
- 背景デザイン：渋谷憲吾、木村政史、木村俊晴、駒木真理子、林康則、石川真琴、鳥井千羽、中村美乃
- モーション・アニメーション：佐々木恵介、武市州生、川口美佳、藤原由紀子、中田美和子、菊地大理、林友恵
- ビジュアルデザイン・タイトルロゴ：小見雅春
- サウンド・ディレクション：新倉浩司、杉山千春
- サウンド・アシスタント：匹田健二、染野一郎、山崎正通、高田雅史
- キャラクターデザイン：宮本崇
- シナリオ協力：河野一二三、原田嘉一、輿水俊哉、霧崎尊幸
- 助監督・脚本：栗山裕次、藤村卓也
- 監督・脚本：須田剛一

## 評価
- ゲーム誌『ファミ通』の「クロスレビュー」では合計26点（満40点）[6]、『Play Station Magazine』の読者投票による「ゲーム通信簿」での評価は以下の通りとなっており、20.4点（満30点）となっている[7]。

| 項目 | キャラクタ | 音楽 | お買い得度 | 操作性 | 熱中度 | オリジナリティ | 総合 |
| 得点 | 3.0        | 3.7  | 3.4        | 3.4    | 3.6    | 3.2            | 20.4 |

- PS2ゲーム『SIREN』（2003年）のシナリオライター佐藤直子は、同ゲームのファンブック『SIREN MANIACS』のインタビューで「ムーンライトシンドロームのゲームシナリオには、かなり強い衝撃を受けました」と語っており、主人公の名前も監督・脚本を努める須田剛一から取ったと明かしている。